# 莫氏擬鮟鱇
莫氏擬鮟鱇（学名：Lophiodes monodi），為輻鰭魚綱鮟鱇目鮟鱇亞目鮟鱇科的其中一種，分布於中西大西洋的墨西哥灣及加勒比海海域，棲息深度366-549公尺，體長可達32.5公分，為深海底棲性魚類，屬肉食性，生活習性不明。

## 擴展閱讀
維基物種上的相關：莫氏擬鮟鱇